# Flammen (Schreker)
Personnages
- Le Prince– baryton
- Irmgard- soprano
- Agnes soprano
- Le ménestrel- ténor
- Un chevalier- basse
- Margot - contralto

Flammen (français : Flammes) est un opéra en un acte de Franz Schreker sur un livret de Dora Leen (Pollack). Il est créé le 24 avril 1902 dans une version pour voix et piano au Bösendorfer Saal à Vienne.

## Historique
Le père de Dora Pollack, Siegmund Pollack médecin réputé viennois, était le médecin personnel de Ferdinand von Saar figure littéraire de premier plan et ami et professeur de Schreker. Von Saar arrangea la rencontre entre le compositeur et la librettiste Dora Pollack. Schreker démarra la composition après aout 1901 et l'acheva en avril 1902. Le compositeur conserva deux copies du livret et de la partie vocale afin d'en faire la promotion mais aucun directeur d'opéra ou chef d'orchestre n'y porta le moindre intérêt. L'opéra fut publié par l'éditeur Universal en 1922. Le 2 juin 1985 l'opéra fut donné au Pianopianissimo Musiktheater à Munich dans une version avec accompagnement par un quintette pour vents et cordes sous la direction de Frank Strobel. La première représentation avec l'orchestre complet fut donnée le 17 juin 2001 au Kiel Opera House avec la mise en scène de Markus Bothe et le Kiel philharmonique orchestra dirigé par Ulrich Windfuhr.

## Rôles
- Le prince 	baryton
- Irmgard, sa femme 	soprano
- Agnès, sa sœur 	soprano
- Le ménestrel 	ténor
- Margot, dame de compagnie 	contralto
- Un chevalier 	basse

## Argument
Trois ans auparavant lorsque le Prince partit pour la terre promise dans la première croisade, il passa un contrat avec Dieu. Les paroles d'adieu envers sa femme furent que si en son absence elle tombait amoureuse d'un autre homme, au retour son baiser de bienvenue frapperait à mort ce dernier.